# Trashumancia en España

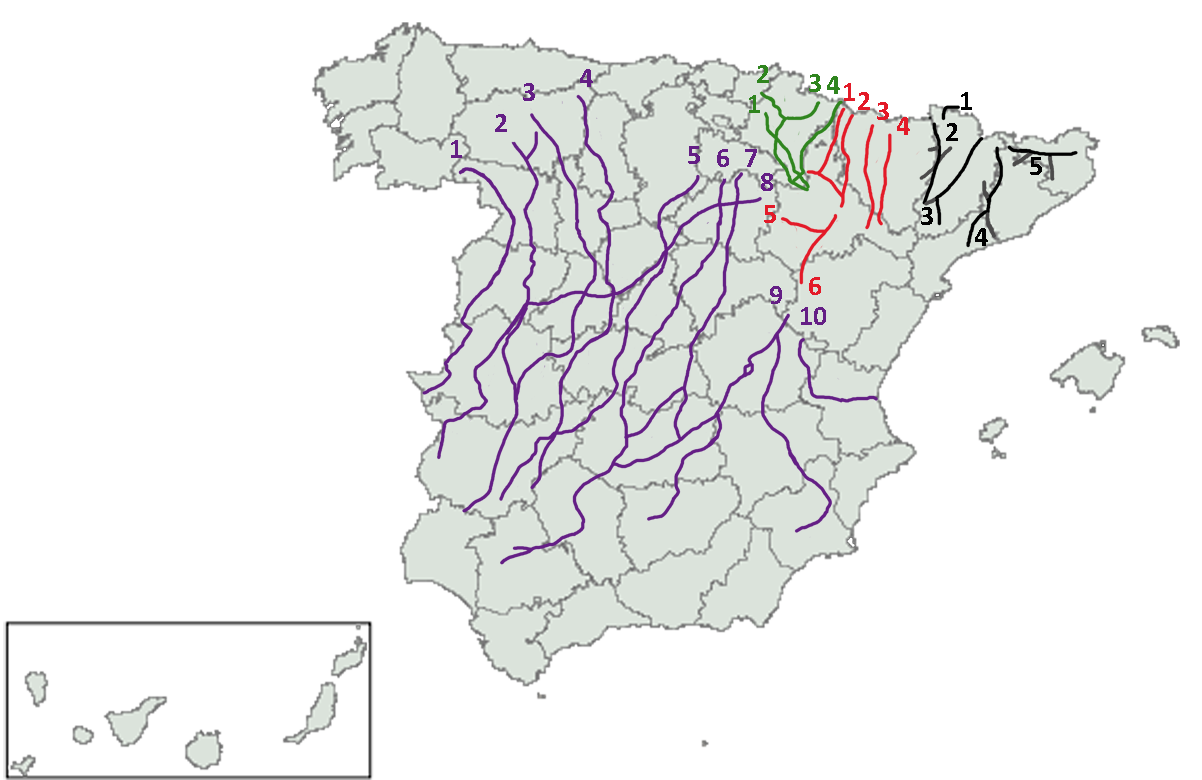
Principales vías pecuarias de España.

La trashumancia en España consiste en el traslado o 'paso' del ganado por sus pastores desde las dehesas de verano a las de invierno, y viceversa. Provocada por las fuertes diferencias estacionales de la península ibérica, la trashumancia ha tejido un extenso sistema de comunicaciones de vías pecuarias que al inicio del siglo XXI todavía subsiste a lo largo de 125.000 kilómetros y más de 400.000 hectáreas, entre cañadas, cordeles, veredas y coladas.

## Etimología
El origen de la palabra «trashumancia» viene según la DRAE del ganado que «transhuma» (del prefijo de origen latino trans-, de la otra parte, y el vocablo, igualmente latino humus, tierra). Dicho del ganado: Pasar con sus conductores desde las dehesas de invierno a las de verano, y viceversa.

## Orígenes de la trashumancia en la Península

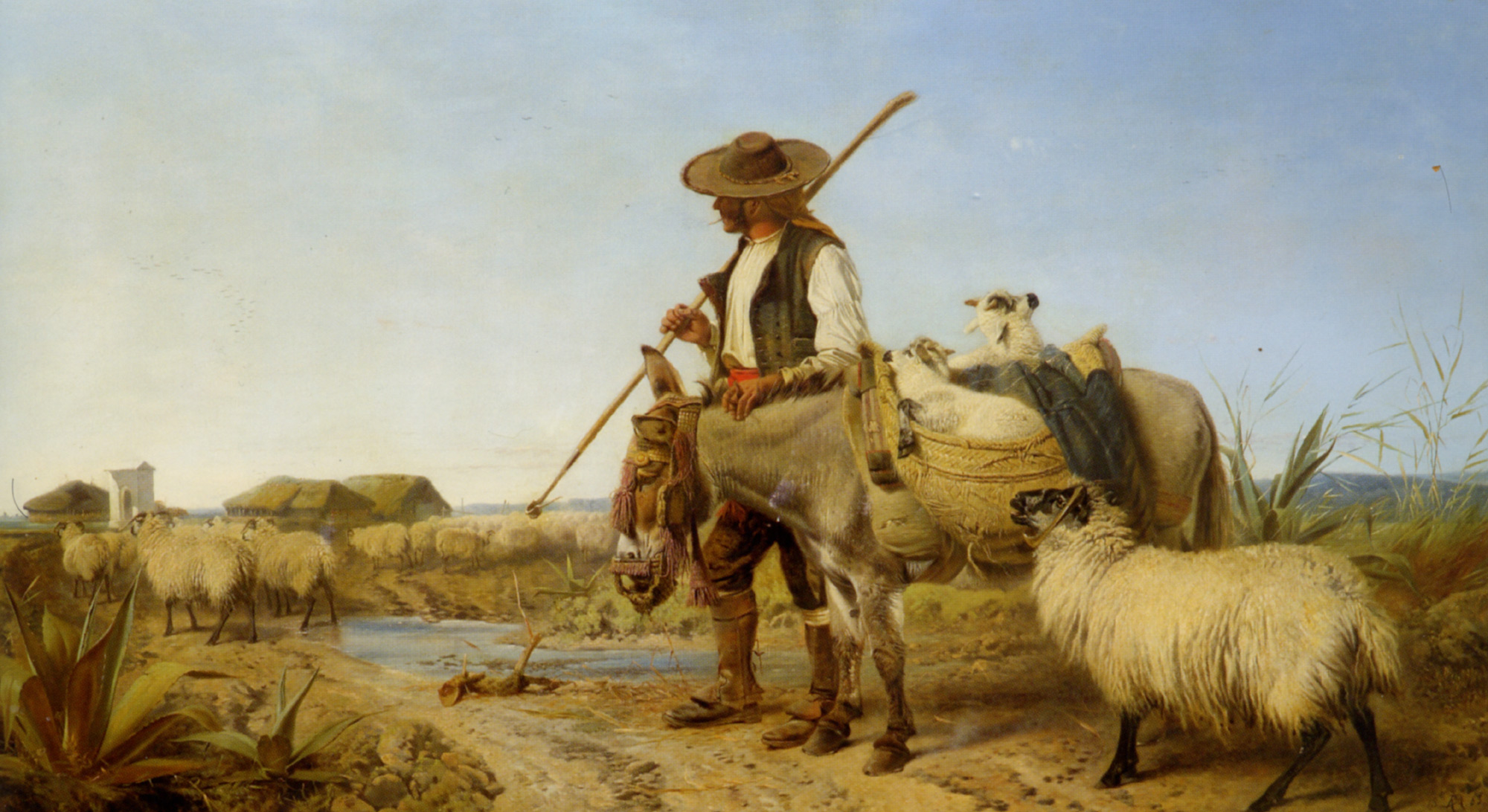
Richard Ansdell, Un pastor español (1863).

Las zonas meridionales de la península ibérica, en especial lo que luego sería Extremadura, fueron desde el inicio de la historia destino de los ganados trashumantes que huían de los rigurosos inviernos en los montes leoneses y en las comarcas frías de Castilla y León. Los primeros pobladores de estas tierras fueron pueblos celtas de pastores como los lusitanos y los vetones.

## En la Hispania romana
Con la romanización de la península ibérica, se impuso el concepto de propiedad del terreno de los colonizadores. En aquel periodo ya existía una ruta de trashumancia en el oeste peninsular, que marcada por una calzada se convirtió en la Vía de la Plata. Reflejo de su importancia estatal puede considerarse el hecho de que figure el nombre del emperador Augusto en las dos ciudades a cada extremo de la calzada: Augusta Emerita (Mérida) y Asturica Augusta (Astorga).[cita requerida]

## Apogeo de la trashumancia

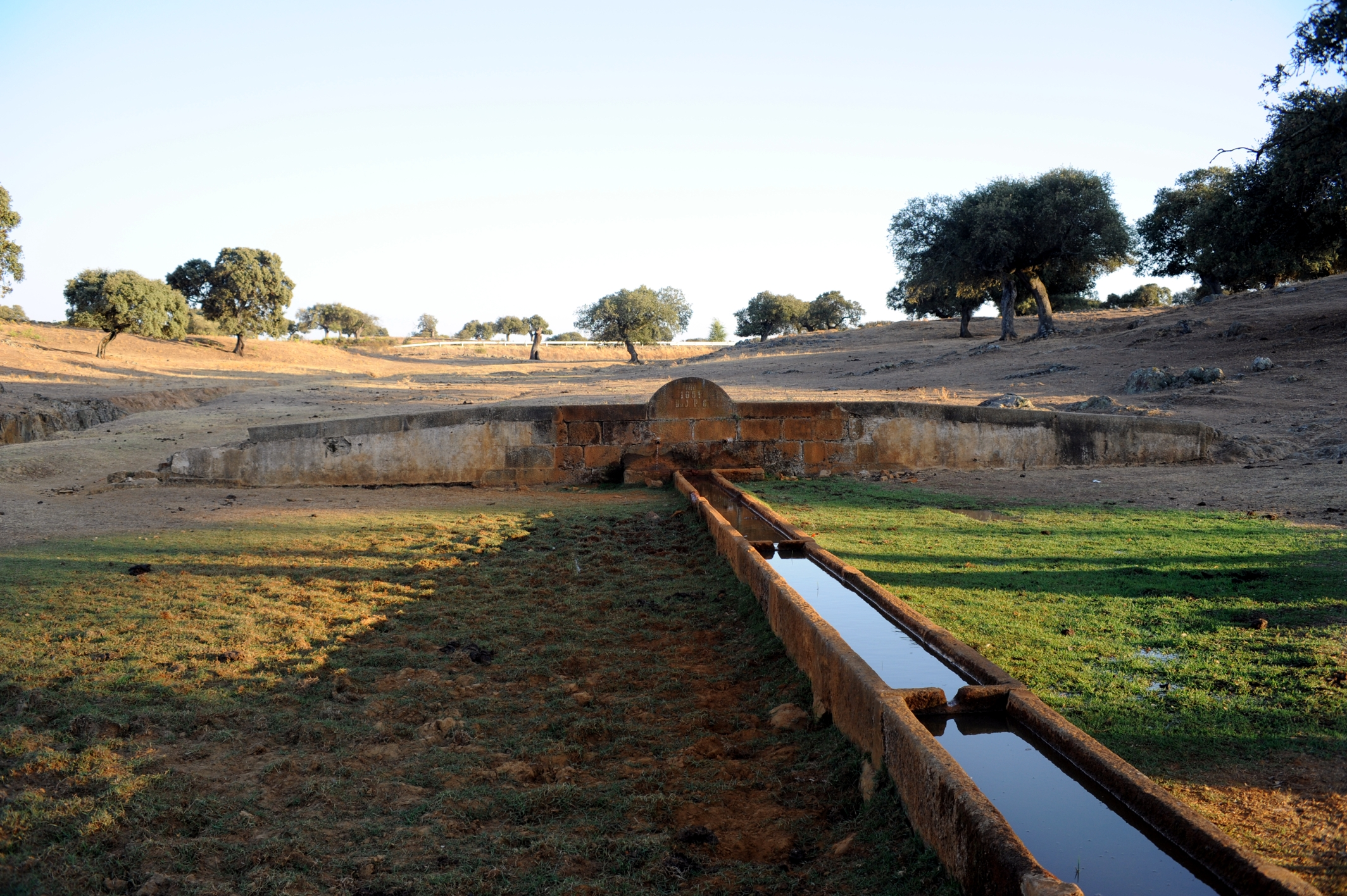
Fuente Luenga, Ceclavín (Cáceres). A lo largo de las cañadas y cordeles, se suceden numerosas construcciones para facilitar la labor de los pastores.

Durante la Edad Media, la ganadería fue la actividad económica predominante. En zona de guerra la agricultura es difícil que prospere, mientras que los ganados se pueden sacar del área en conflicto con mayor facilidad. Por su importancia económica, el rey Alfonso X el Sabio creó en 1273 "El Honrado Concejo de la Mesta", donde se fijan los privilegios e intereses de los ganaderos sobre los agricultores. Privilegio que a la larga produciría los consiguientes trastornos ecológicos y una visceral antipatía entre ambos sectores de la economía española.[cita requerida]

## Eje difusor de la cultura pastoril
El paso y permanencia temporal de pastores sirvió de eje difusor de la "cultura pastoril" en España, produciendo una síntesis con la mezcla de distintos modos de vida y conocimientos durante unos meses. Se establece así una cultura con rasgos comunes entre diferentes áreas que quedará reflejada en distintas manifestaciones: culinarias (calderetas, migas), artesanales (decoración en utensilios y enseres), arquitectónicas (apriscos, chozos, corrales), musicales (en coplas y cantares), además de las específicas en el manejo de animales.[cita requerida]

Ya se van los pastores a la Extremadura,
ya se queda la sierra triste y oscura.

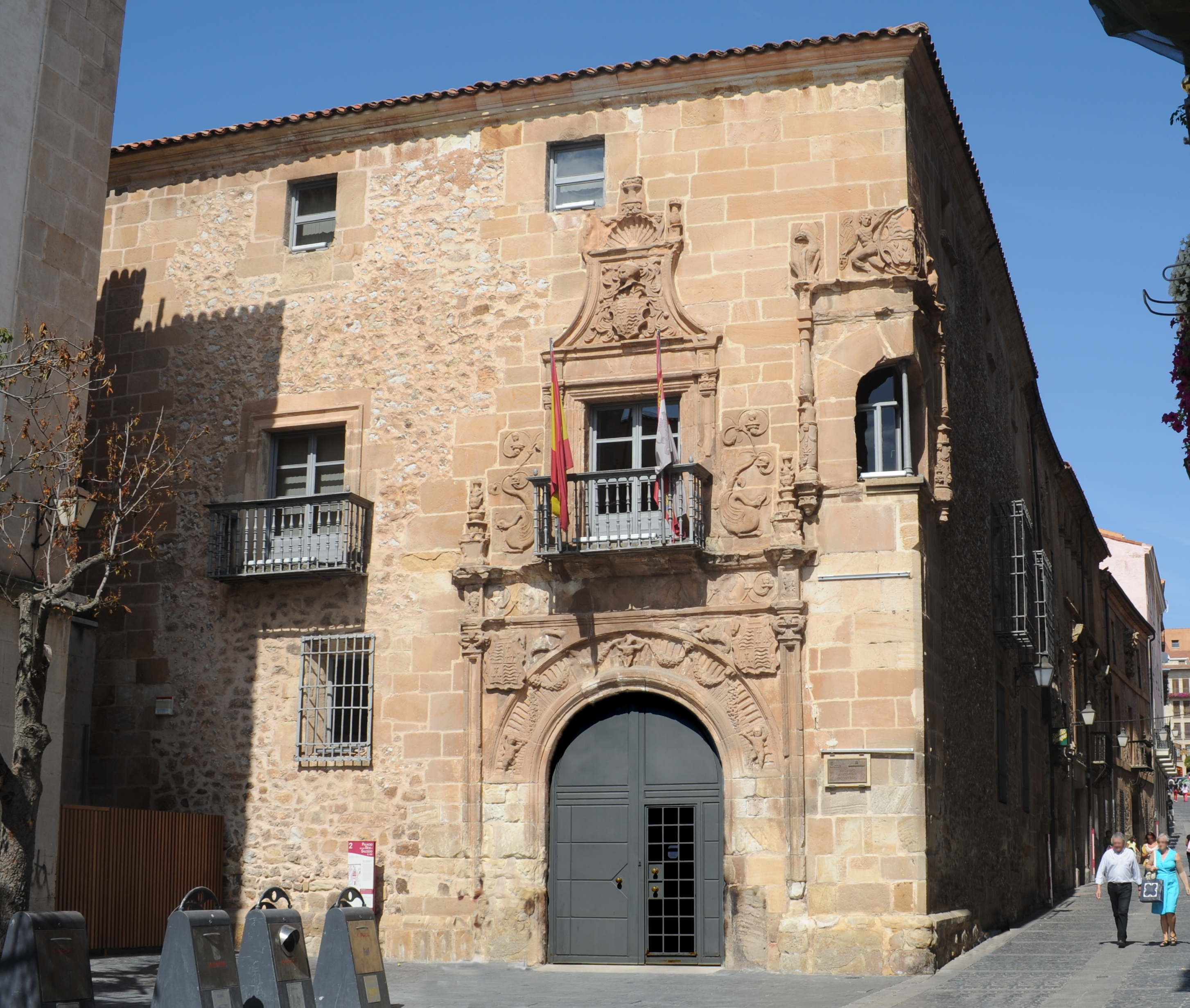
Palacio de los Ríos y Salcedo en Soria, en el que se aprecian las influencias de la arquitectura extremeña.

Ya se van los pastores, ya se van marchando
más de cuatro zagalas quedan llorando.

Ya se van los pastores hacia la majada,
ya se queda la sierra triste y callada.

Ya se van los pastores, volverán cantando,
los amores que dejan ahora llorando.

    Canción popular

La influencia cultural de la trashumancia trasciende a todos los niveles de la sociedad, ejemplo de ello es el palacio de los Ríos y Salcedo en la ciudad castellana de Soria, mandado construir en 1549 por Alfonso de Ríos y Salcedo, noble cuya actividad económica principal fue la ganadería trashumante. El estilo arquitectónico de este edificio está claramente influenciado por los palacios renacentistas cacereños, destino invernal de sus rebaños trashumantes.

## Decadencia
Terminada la Reconquista, la sociedad sedentaria se hizo fuerte y la trashumancia fue perdiendo empuje. Su importancia económica fue disminuyendo frente a la agricultura. La Mesta, símbolo de la edad dorada de la trashumancia, fue abolida en 1836.[cita requerida]
A partir de mediados del siglo XIX con la introducción en España del ferrocarril, la trashumancia se realizó en trenes de mercancía, perdiendo de modo drástico todo el valor cultural y su perfil romántico. Más tarde, el tren fue sustituido a su vez por el transporte por carretera en camiones ganaderos. A pesar de ello, todavía en los años 1950, un importante sector de la economía ovina, en especial el de merinos continuaba realizándose a pie.
Como en todo capítulo de peso histórico, la trashumancia, a medida que desaparece como fenómeno ganadero y económico, despierta el creciente estudio por etnógrafos en el campo de la etnología. Las localidades de Lumbreras de Cameros (La Rioja), Malpartida de Cáceres (Cáceres), Oncala (Soria) y Guadalaviar (Teruel) han creado museos dedicados a la trashumancia.[cita requerida]
En el inicio del siglo XXI, el extenso sistema de comunicaciones de 125.000 km de cañadas ha sido reciclado en rutas de senderismo, y es finalmente usado todavía por los últimos pastores trashumantes.[cita requerida]

## Recuperación y puesta en valor

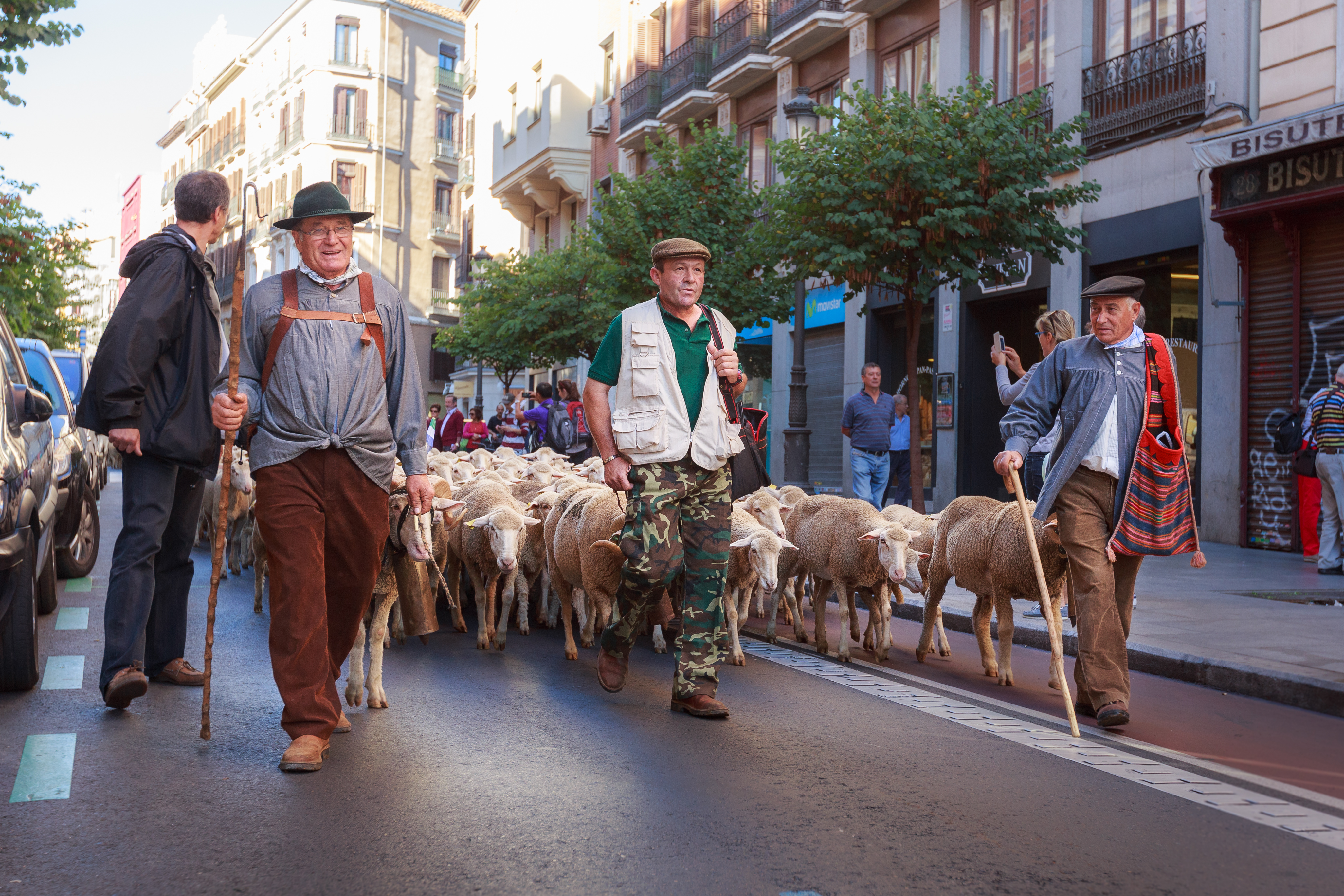
Pastores llevando su ganado por el centro de Madrid.

Jesús Garzón Heydt promovió la recuperación de la trashumancia tradicional en España a pie por las cañadas desde las dehesas de Extremadura hasta las montañas de Castilla y León. En 1997 fue fundador de la asociación Trashumancia y Naturaleza, pionera en reclamar la trashumancia como herramienta de lucha contra el cambio climático y protectora de la biodiversidad.Se reivindicaba el valor ambiental de esta actividad milenaria que es responsable de los paisajes de la península ibérica por el impacto de los rebaños en el ‘transporte’ de biodiversidad desde tiempo inmemorial.Testimonio de ese logro son las fiestas de la transhumancia organizadas por el Ministerio de Agricultura y el Ayuntamiento de Madrid, durante las que los rebaños de ovejas y cabras invaden el centro de la capital, procedentes de los Montes de León, para trasladarse después al Parque Nacional de Monfragüe.
La trashumancia en España desde primeros de diciembre de 2023 fue reconocida por la UNESCO como Patrimonio Cultural Inmaterial de la Humanidad. La candidatura internacional de la trashumancia, liderada por España, reconoce esta modalidad de pastoreo también en Albania, Andorra, Croacia, Francia, Luxemburgo y Rumanía y se suma así, al reconocimiento que ya disfrutaba en Austria, Grecia e Italia desde 2019.
Garzón, fallecido a finales de diciembre de 2023, destacó que la de 2023 era una fiesta de la trashumancia especial, celebrada en Madrid el 22 de octubre, ya que se cumplían los 750 años desde que Alfonso X el Sabio creara el Concejo de la Mesta y se cumplían 30 ediciones de la Fiesta de la Trashumancia para poner en valor el oficio.